# Вулиця Раллі
Вулиця Раллі (до 2023 — Ляпідевського) — одна із вулиць Одеси, розташована в Київському районі. Названа на честь одеського підприємця Степана Раллі. Бере початок та закінчується вулицею Фонтанська дорога, також до вулиці прилучається Ванний провулок. Цією вулицею дозволено односторонній рух з боку 11-ї станції Великого Фонтану до 10-ї станції Великого Фонтану. Після реконструкції ширина проїжджої частини становить 3 смуги, причому одну смугу займають трамвайні колії, укладені в спеціальні бетонні плити для безшумної їзди.

## Назва
Вулиця Ляпідевського була названа на честь радянського полярного льотчика Анатолія Васильовича Ляпідевського, першого Героя Радянського Союзу, учасника порятунку експедиції на пароплаві «Челюскін» 1934 року.
19 червня 2023 року рішенням Одеської міської ради було перейменовано цю вулицю на вулицю Раллі, на честь одеського підприємця грецького походження Степана Раллі, що був головою Одеського облікового банку та був одним із 17 почесних громадян Одеси, а з 1869 року став почесним мировим суддею Одеси.

## Транспорт

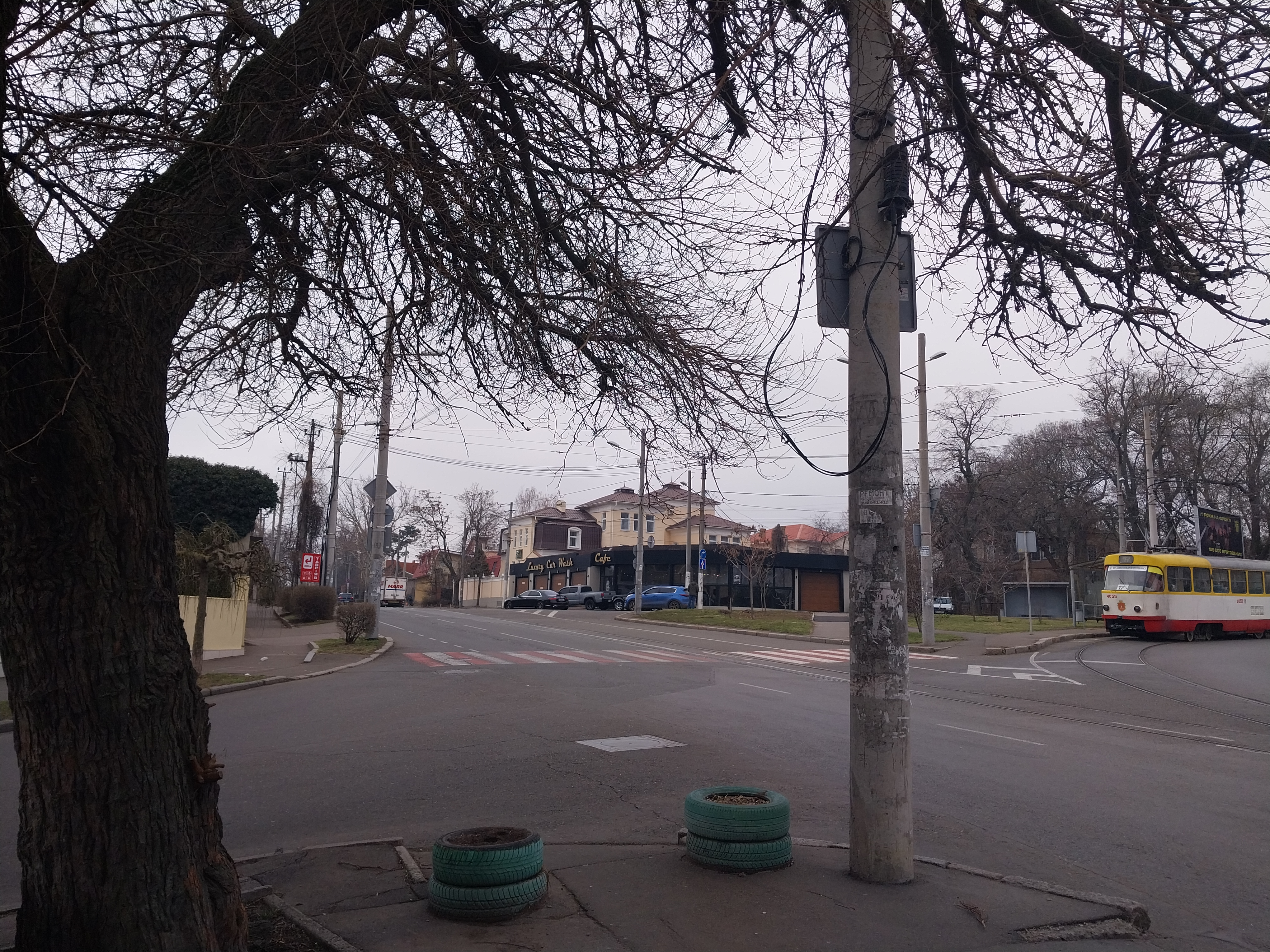
Початок вулиці на перетині із Ванним пров. і Фонтанською дорогою

Упродовж вулиці Раллі зупиняється наступний громадський транспорт:
- Автобуси: 18к
- Трамваї: 17
- Маршрутні таксі: 185, 223